# Alokucja
Alokucja (łac. allocutio) – w starożytnym Rzymie mowa wygłaszana przed bitwą przez wodza do żołnierzy, później również uroczysta przemowa napominająca lub zachęcająca do dobrych czynów. Współcześnie to pojęcie oznacza uroczyste przemówienie papieża do określonej kategorii osób, np. sędziów Roty Rzymskiej lub kardynałów na konsystorzu (allokucja konsystorialna). Allokucje są publikowane w dzienniku urzędowym Stolicy Apostolskiej – Acta Apostolice Sedis.